# Road Salt One
Albums de Pain of Salvation
Scarsick
(2007) Road Salt Two : Ebony
(2011)
Road Salt One : Ivory est le septième album du groupe suédois de metal progressif Pain of Salvation, publié le 17 mai 2010, par InsideOut Music.

## Liste des chansons
Toute la musique est composée par Daniel Gildenlöw.
| No  | Titre                    | Durée |
| --- | ------------------------ | ----- |
| 1.  | No Way                   | 5:26  |
| 2.  | She Likes to Hide        | 2:57  |
| 3.  | Sisters                  | 6:15  |
| 4.  | Of Dust                  | 2:32  |
| 5.  | Tell Me You Don't Know   | 2:42  |
| 6.  | Sleeping Under the Stars | 3:37  |
| 7.  | Darkness of Mine         | 4:15  |
| 8.  | Linoleum                 | 4:55  |
| 9.  | Curiosity                | 3:33  |
| 10. | Where It Hurts           | 4:51  |
| 11. | Road Salt                | 3:02  |
| 12. | Innocence                | 7:13  |